# Гайворонський ґебіт
Га́йворонський ґебі́т (нім. Kreisgebiet Gaiworan «Гайворонська округа») — адміністративно-територіальна одиниця генеральної округи Миколаїв райхскомісаріату Україна з центром у Гайвороні. Існувала протягом німецької окупації України у Другій світовій війні.

## Історія
Округу утворено опівдні 15 листопада 1941року із п'ятьох тогочасних районів Кіровоградської області: Гайворонського (частково), Голованівського, Грушківського, Новоархангельського та Підвисоцького. Водночас та частина Гайворонського району, що лежала на правому березі Південного Бугу, потрапила до складу Балтського повіту Трансністрії.
Станом на 1 вересня 1943 Гайворонський ґебіт поділявся на 5 районів: район Гайворон (нім. Rayon Gaiworan), район Голованівськ (нім. Rayon Golowanewsk), район Грушка (нім. Rayon Gruschka), район Новоархангельськ (нім. Rayon Nowo Archangelsk) і район Підвисоке (нім. Rayon Podwysokoje) — які загалом збігалися з п'ятьма відповідними передвоєнними районами УРСР.
15 жовтня 1943 Гайворонський ґебіт було перейменовано на Голованівський ґебіт (нім. Kreisgebiet Golowanewsk).
12 березня 1944 радянські війська вигнали з Гайворонщини нацистських загарбників.